# Terminal conteneur
Pour les articles homonymes, voir Terminal.

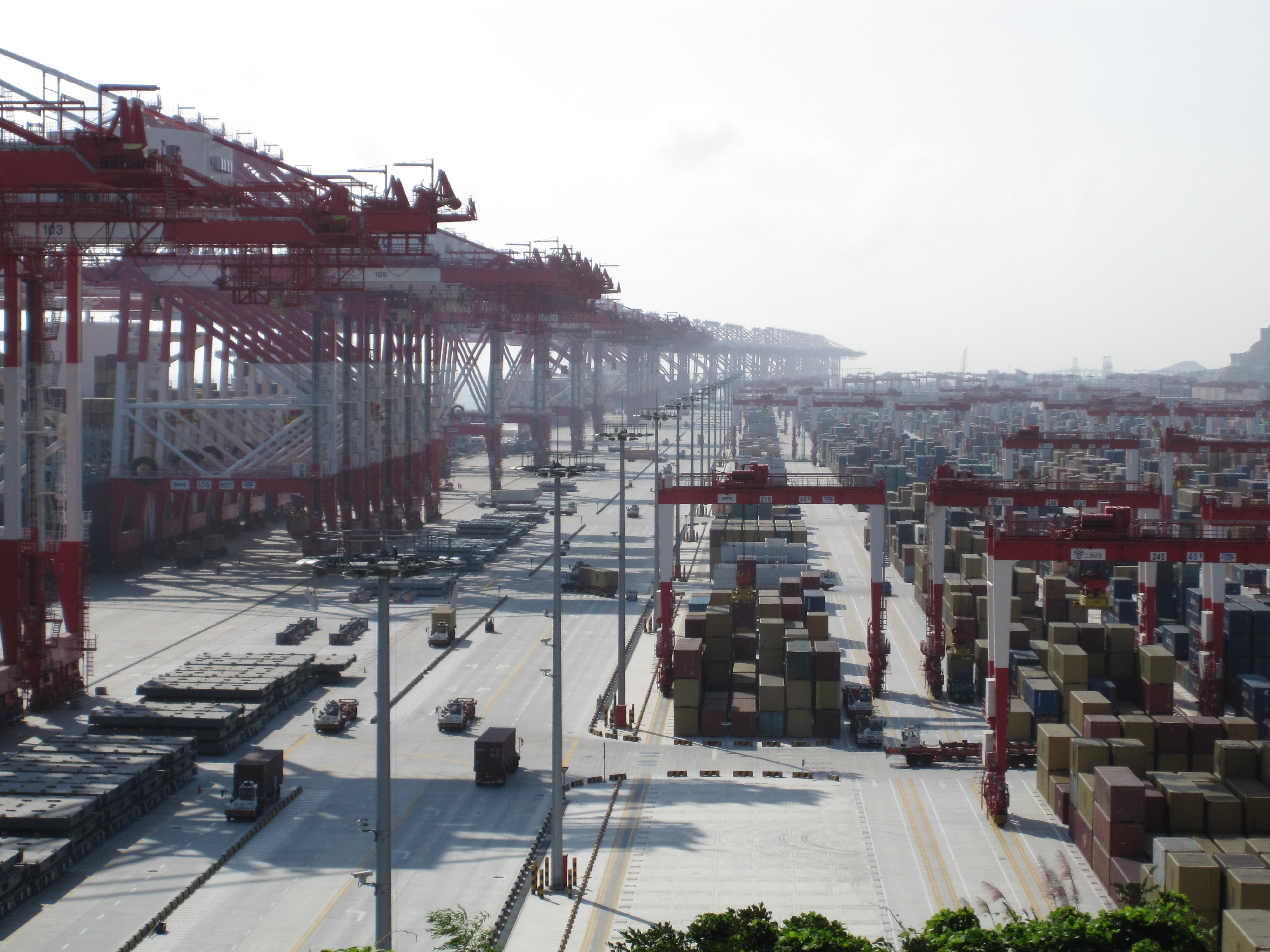
Les portiques et le terre-plein du port de Yangshan près de Shanghai.

Un terminal conteneur est une infrastructure spécialisée dans le transbordage de conteneurs entre différents modes de transport. Les transbordages sont souvent effectués entre un porte-conteneurs et un véhicule terrestre, camion ou train par exemple ; le terminal sera alors décrit comme un terminal porte-conteneurs. De la même manière, les transbordages peuvent avoir lieu entre deux véhicules terrestres, le plus souvent, des trains et des camions, c'est alors un terminal à conteneurs terrestre.

## Histoire
En novembre 1932, le premier terminal à conteneur terrestre au monde est ouvert par la compagnie Pennsylvania Railroad (une compagnie ferroviaire) à Enola, Pennsylvanie (en). 
Le terminal de Port Newark-Elizabeth Marine (en) situé sur la baie de Newark, dans le port de New York (aussi appelé port de New York - New Jersey en anglais) est considéré comme le premier terminal conteneur au monde. Le 26 avril 1956, le bateau Ideal X a été modifié pour expérimenter l'utilisation de conteneurs standardisés, empilés et ensuite déchargés vers des châssis de camions modifiés sur le port de New York. Le concept a été développé par la société McLean Trucking. Le 15 août 1962, les autorités portuaires du port de New York - New Jersey ont ouvert le premier terminal porte-conteneur, le terminal Elizabeth Marine.

## Fonctionnement
Un terminal porte-conteneur (maritime) comporte ordinairement une darse avec un grand tirant d'eau ; un quai pour l'amarrage ; des portiques, grues et chariots cavaliers ; des réseaux de transport permettant l'intermodalité (routes et voies ferrées) et une surface consacrée à l'empilement des conteneurs. Ils sont le plus souvent une partie d'un port, en association avec d'autres types de terminaux. 
Les marchandises qui arrivent à un terminal porte-conteneur depuis un même navire sont le plus souvent distribuées sur plusieurs modes de transports. Selon le directeur général du port de Rotterdam, l'escale d'un grand porte-conteneurs de 18 000 EVP (unité équivalente à un conteneur de vingt pied) nécessite en moyenne (tout n'étant pas déchargé) :
- 19 trains à conteneurs (de 74 EVP chacun) ;
- 32 barges pour le transport fluvial (de 97 EVP chacune) ;
- 1 560 camions (de 1,6 EVP de moyenne).

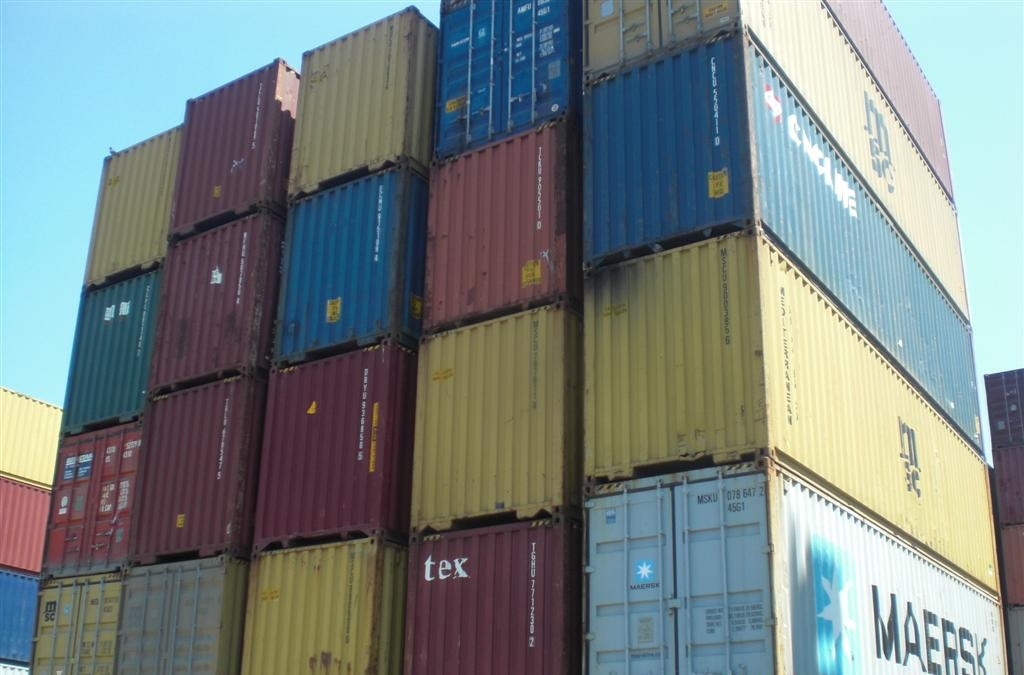
Conteneurs empilés dans un terminal non connu.

les terminaux terrestres comme maritimes se doivent de disposer d'une aire de stockage pour les conteneurs pleins ou vides. Les conteneurs chargés sont stockés pour une période relativement courte, en attente de leur transport. Les conteneurs vides peuvent être stockés plus longtemps, attendant leur prochaine utilisation. Les deux types de conteneurs sont empilés afin de gagner en surface.
Les plus grands terminaux porte-conteneurs sont situés dans les principaux ports mondiaux. Les terminaux à conteneurs terrestres sont eux, plutôt situés à proximité ou à l'intérieur des villes majeures, avec de bonnes connexions ferroviaires aux terminaux porte-conteneurs.
Ces dernières années, la recherche à propos des terminaux conteneurs s'est considérablement améliorée, notamment avec l'automatisation et la mondialisation grandissante,.